# メガスター
メガスター (Megastar, MEGASTAR) は、日本の機械工学技術者でありプラネタリウム開発製作者である大平貴之によって1998年（平成10年）に開発された、レンズ式移動型プラネタリウムのシリーズ名称である。

## シリーズ展開

### MEGASTAR
メガスター (MEGASTAR) は、大平が開発した4番目のプラネタリウムである。1991年に当時学生であった大平が発表したプラネタリウム3号機、アストロライナーの後継機であり、国際プラネタリウム協会 (en, IPS) ロンドン大会で「アストロライナー2」として1998年6月に初公開された。投影可能な星は11.5等級までの約170万個であり、メガ（100万）級の投影性能であることに由来して、のちにメガスターと改名された（後の改良により、現在の恒星投影数は約410万個）。この投影性能は、従来のプラネタリウムの数百倍程度。また、大平はメガスター開発にあたって、移動時には分解しなければならなかったアストロライナーの欠点を踏まえ、32分割光学式でありながら移動・設営・撤収が容易な小型軽量のモバイルプラネタリウムをコンセプトに掲げた。その結果、メガスターは恒星球の直径46センチメートル、重量30キログラム未満と大幅な小型軽量化も同時に実現している。大平は開発当時ソニーに勤務する会社員であったが、メガスターの開発は全くの個人活動として行っていた。IPSの発表後、2000年の12月に表参道にある文化施設スパイラルにて国内での初上映が行われたのを皮切りに、移動式のエアドームと併用して各地で上映が行われるようになった。
最大の特徴は天の川の再現方法にある。天の川が多数の星の集まりであることはよく知られているが、従来の投影機は天の川の部分に補助的に雲のようなぼんやりした光を当てることで天の川を表現していた。これに対し、メガスターでは本来肉眼では確認できない暗い星まで投影することによって、補助投影機に頼ることなく恒星の光のみで天の川を再現している（メガスターで投影した天の川を双眼鏡で見ると、暗い恒星が寄り集まっている様子がわかる。）。恒星原板の作成において、大平はヒッパルコス衛星のデータを基に、CNCによるレーザーでフォトレジストに露光する装置を独力で開発した。この装置の開発の成功によって多数の恒星の正確な座標の投影が可能になった。
2000年の国内初公開当時は、本体とは独立した太陽と惑星の投影機が備えられ、しばらく惑星や流星の投影用に使われていたが、現在はデジタル投影装置に取って代わられ、ほとんど使用されていない。また、小型にもかかわらず、本体に太陽の方位に自動的に追従する夕焼け･朝焼け投影機を備えている。
当時、科学館などに設置されていた従来の投影機では数千個、最新鋭の物ですら数万個の星しか表現出来なかったことを考えると、このメガスターの星の数と大きさは桁外れであり、しかもこれをあくまで一個人の趣味として開発製作したことは驚異的である。
このメガスターの登場が大きなブレイクスルーとなり、以降に開発されるプラネタリウムは、急激な高性能化（小型化、投影恒星数の増加、デジタルコンテンツとの連動）を遂げていくことになる。

### MEGASTAR-II
メガスターII (MEGASTAR-II) は、メガスターの後継機として2003年6月13日に公開された、大平の5番目のプラネタリウム。恒星原板作成にはヒッパルコス衛星によって作成されたデータが活用された。同型1号機フェニックス (Phoenix) の投影星数は410万個（12.5等級まで）の星を投影可能である。メガスターIIの公開に合わせ、大平はソニーを退社、フリーランスでの活動を経て、2005年に自らの会社である大平技研を設立、メガスターシリーズの開発および公演活動を展開している。
2004年には1号機フェニックスが川崎市青少年科学館で常設展示され、その後一部機能改良された2号機ミネルバ (Minerva) に置換された。また投影星数を560万個に拡充した3号機コスモス (Cosmos) は日本科学未来館で2004年7月11日から常設展示が開始されている。展示開始時点で、コスモスは世界最多の恒星投影数であった。4号機タイタン (Titan) は1号機フェニックスとともに移動公演用に利用されている。4号機タイタンは、愛知県で開催された愛・地球博のささしまサテライト会場にある「手塚治虫のCOSMO ZONE THEATER」でプラネタリウム投影機として使用された。また、2006年から2007年にかけて日本橋で開催された｢日本橋HD DVDプラネタリウム｣でも使用された。
本体形状はメガスターの球形に対して繭形となり多少大型化しているが、それでも大きさ・重量は移動に差し支えない程度に抑えられている。メガスター同様、本体に惑星投影機能は持たないが、常設展示されている3号機コスモスでは、惑星投影機（太陽・水星・金星・火星・木星・土星を投影可能）が設けられた。また、4号機タイタンにはデジタルプラネタリウムとの連動機能が設けられており、デジタル映像を盛り込んだより多彩な投影が可能となった。
2009年には、科学館など業務筋への販売用として大型ドーム用のメガスターIIAおよび中型ドーム用のメガスターIIBを発表。アストロアーツが開発した「ステラドーム」をはじめとした各社のデジタル式プラネタリウムとの連動を可能としており、神奈川工科大学厚木市子ども科学館や山梨県立科学館へ納入されたのを皮切りに、日本国内はもとより国外へも販路を広げている。

### Super MEGASTAR-II
スーパーメガスターII (Super MEGASTAR-II) は、2008年6月のIPSシカゴ大会で発表された、メガスターシリーズのフラッグシップとして製作されたプラネタリウム。恒星投影数は2,200万個（13等級まで）に拡大され、開発当時は投影可能な恒星の数が世界一多いプラネタリウム投影機であった。
デジタルプラネタリウムと自動的に連動する「オートジオメトリ」機能を初めて搭載し、短時間のセッティングで高精細な星空とデジタル映像を融合させた多彩な演出も可能となった。2008年8月には千葉県立現代産業科学館で期間限定で一般公開され、連日徹夜組が出るほどの盛況となった。

### MEGASTAR-III FUSION
メガスターIII FUSION（MEGASTAR-III FUSION)は、光学式投影機と、高解像度のデジタル投影システムを融合（組み合わせる）ことによって実現する、大平技研独自のFUSIONモードに対応した大平技研のフラッグシップ機。すべての恒星を光学式で投影する従来同様の光学モードに加え、光学式からは、3等級までの135個の恒星のみ投影し、それより暗い星はデジタル投影システムによって再現するFUSIONモードを備える。このFUSIONモードでは、光学式、デジタル投影の双方から投影されるおよそ1000万個のすべての恒星を個別にオンオフ可能で、これらの恒星を、デジタル投影される景色に重ならないようにマスクすることや、すべての星の色、瞬きを完全再現する世界初の機能を備えている。2012年の川崎市青少年科学館のリニューアルに伴い、導入された。光学モードでは、1500万個の恒星を投影し、光学式投影機には、ソリッドステートシャッターを備え、光学モードでも、星空の任意の範囲をマスクすることが可能。

### MEGASTAR-Neo
メガスターNeo (MEGASTAR-Neo) は、業務用の超小型光学式プラネタリウム。球体部の直径は32センチメートル、総重量は約33キログラムで、2つに分割可能なため一般の宅配便でも輸送が可能。投影恒星数は標準100万個（ただし1号機はキゴ山特別仕様で500万個）。2018年3月25日、1号機が納入された銀河の里キゴ山（キゴ山ふれあい研修センター）（石川県金沢市）でリニューアルセレモニーが開催され、愛称が「ほしたまごん」に決まった。

### MEGASTAR-ZERO
メガスターZERO (MEGASTAR-ZERO) は、一般向けに開発された小型プラネタリウム。直径は27センチメートル、重量は11キログラムとシリーズ中最小・最軽量の機体だが、恒星投影数は220万個（12等級まで）と、メガスターの名に恥じない恒星投影数を実現した。また、業務用プラネタリウムとしては世界で初めて光源に超高輝度白色LEDを使用。電力の消費や光源の発熱を抑え、併せて光源のメンテナンスフリー化を実現している。